# Tatjana Borissowna Awerina

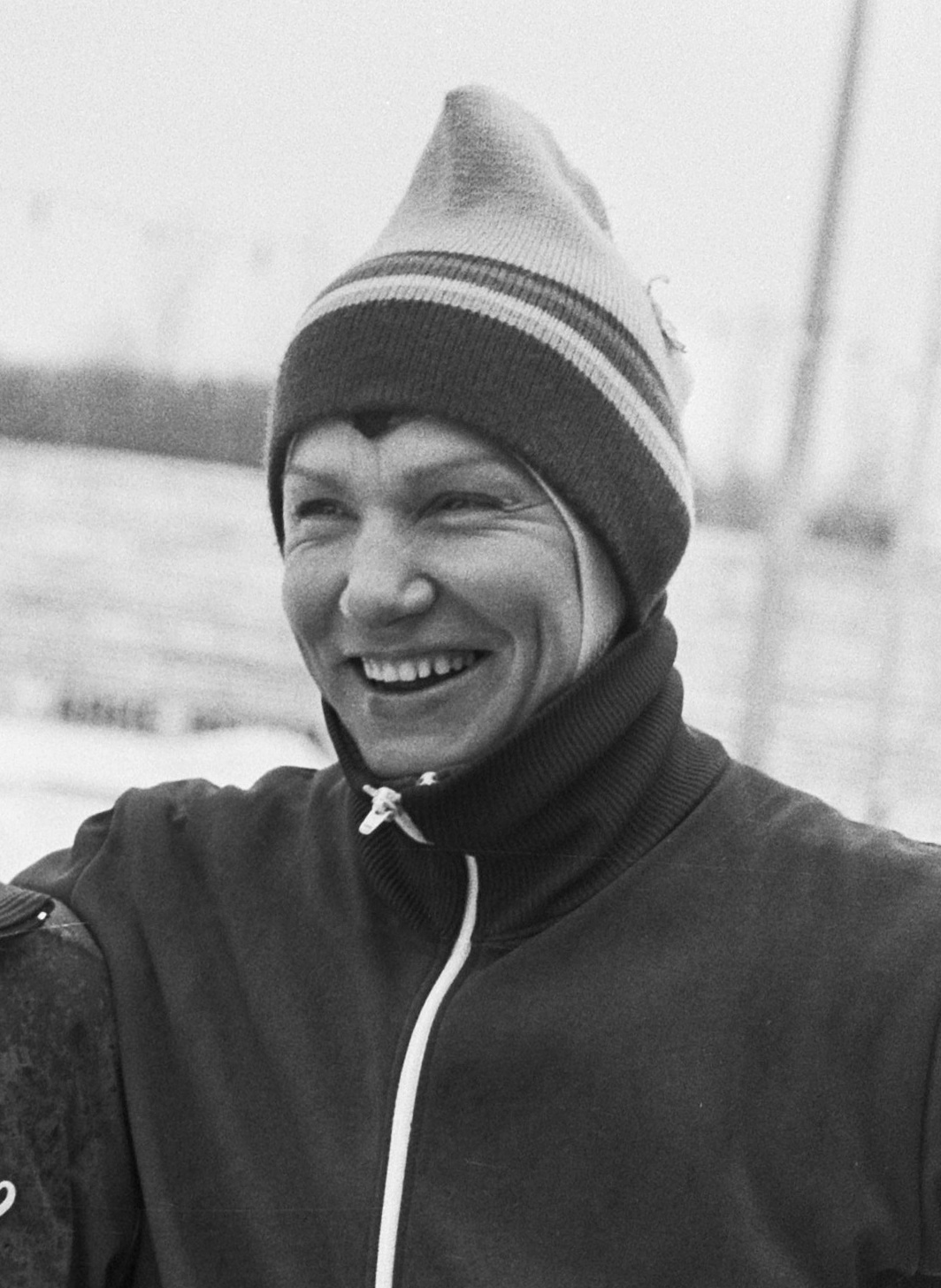
Tatyana Averina, 1979

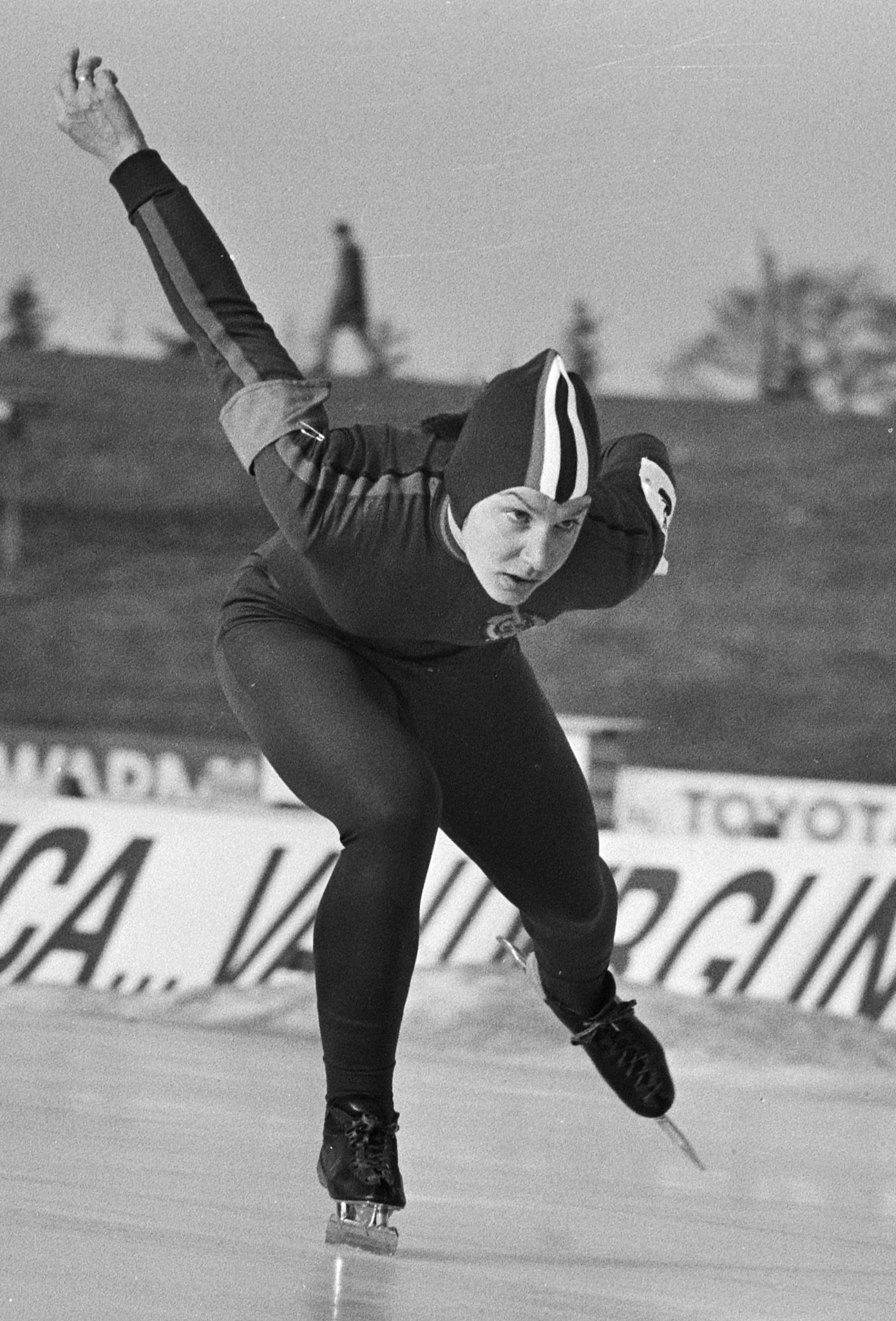
Tatyana Averina, 1975

Tatjana Borissowna Awerina (russisch Татьяна Борисовна Аверина; * 25. Juni 1950 in Gorki; † 22. August 2001 in Moskau, Russland) war eine sowjetische Eisschnellläuferin.

## Leben und Wirken
Bei den Olympischen Spielen 1976 in Innsbruck gewann sie die Goldmedaille über 1000 Meter und 3000 Meter. Über 500 Meter und 1500 Meter errang sie jeweils Bronze.
Am 22. August 2001 starb Tatjana Borissowna Awerina im Alter von 51 Jahren in Moskau.